# 下社镇
下社镇，是中华人民共和国山西省朔州市应县下辖的一个乡镇级行政单位。

## 行政区划
下社镇下辖以下地区：
李堡村、赵堡村、丰寨村、新堡村、前堡村、辛圐圙村、杨堡村、丁堡村、大石口村、南丰疃村、牛槽峪村、石庄村、保安庄村、姜庄村和唐庄村。